# Sacodes okinawana
Sacodes okinawana es una especie de coleóptero de la familia Scirtidae.

## Distribución geográfica
Habita en Japón. yen en China, Uruguay, Rusia